# Goosebumps (Travis Scott)
Goosebumps è una canzone del rapper americano Travis Scott, pubblicato il 13 dicembre 2016 come terzo estratto dal secondo album in studio Birds in the Trap Sing McKnight.
Il brano vede la partecipazione del rapper statunitense Kendrick Lamar.

## Promozione
Scott ha eseguito Goosebumps il 21 gennaio 2017 al Jimmy Kimmel Live!.

## Video musicale
Il video musicale è stato reso disponibile esclusivamente su Apple Music il 3 aprile 2017. È stato diretto da BRTHR, lo stesso regista già alle riprese del video musicale del brano Party Monster di The Weeknd.

## Tracce
Testi e musiche di Jacques Webster, Kendrick Duckworth, Ronald LaTour, Tim Gomringer, Kevin Gomringer e Daveon Jackson.
1. Goosebumps (feat. Kendrick Lamar) – 4:03

## Formazione
Musicisti
- Travis Scott – voce
- Kendrick Lamar – voce aggiuntiva

Produzione
- Cubeatz – produzione
- Cardo – produzione
- YeX – produzione
- Blake Harden – registrazione
- Jordan Lewis – registrazione
- Jason Goldberg – assistenza alla registrazione
- Tristan Bott – assistenza alla registrazione
- Mike Dean – missaggio
- Kez Khou – assistenza al missaggio

## Successo commerciale
In seguito all'evento Astronomical organizzato dal rapper su Fortnite nel 2020, Goosebumps ha raggiunto un picco di 65 grazie a 7 722 unità di vendita nella classifica dei singoli britannica. Negli Stati Uniti d'America, invece, dove ha raggiunto un picco di 32 a maggio 2017, ha fatto la propria rientrata al numero 49 nella pubblicazione del 9 maggio 2020, accumulando nel corso della settimana 13,3 milioni di riproduzioni in streaming e 4 000 copie pure.

## Classifiche

### Classifiche settimanali
| Classifica (2016-21) | Posizione massima |
| -------------------- | ----------------- |
| Australia            | 45                |
| Austria              | 32                |
| Canada               | 56                |
| Costa Rica           | 17                |
| Estonia              | 20                |
| Francia              | 23                |
| Germania             | 54                |
| Grecia               | 10                |
| Irlanda              | 65                |
| Islanda              | 31                |
| Italia               | 12                |
| Lettonia             | 58                |
| Lituania             | 39                |
| Paesi Bassi          | 56                |
| Panama               | 199               |
| Portogallo           | 5                 |
| Regno Unito          | 65                |
| Repubblica Ceca      | 11                |
| Slovacchia           | 5                 |
| Spagna               | 51                |
| Stati Uniti          | 32                |
| Svezia               | 46                |
| Svizzera             | 32                |
| Ungheria             | 12                |

### Classifiche di fine anno
| Classifica (2017) | Posizione |
| ----------------- | --------- |
| Stati Uniti       | 68        |
| Classifica (2019) | Posizione |
| Portogallo        | 128       |
| Classifica (2020) | Posizione |
| Danimarca         | 154       |
| Francia           | 186       |
| Portogallo        | 35        |
| Ungheria          | 78        |
| Classifica (2021) | Posizione |
| Austria           | 53        |
| Danimarca         | 70        |
| Germania          | 77        |
| Italia            | 96        |
| Portogallo        | 86        |
| Svezia            | 80        |
| Classifica (2024) | Posizione |
| Portogallo        | 144       |

## Versione di HVME
Il 12 giugno 2020 è stata pubblicata come singolo una versione remix del brano curata dal produttore discografico spagnolo HVME attraverso le etichette Lithuania LQ e B1 Recordings. Una seconda versione, pubblicata il 15 gennaio 2021, vede come artista principale anche Travis Scott.